# Atalantia guillauminii
Atalantia guillauminii là một loài thực vật có hoa trong họ Cửu lý hương. Loài này được Swingle mô tả khoa học đầu tiên năm 1911.